# Albert Gruppen
Albert Gruppen (Zuidwolde, 23 april 1886 – Middelburg, 5 februari 1955) was een Nederlandse predikant in de Christelijke Gereformeerde Kerken.

## Biografie
Albert Gruppen werd geboren in Zuidwolde. Zijn vader overleed toen Albert 4 jaar was. Na zijn opleiding aan de Theologische School nam Gruppen het beroep van de gemeente in Steenwijk aan. Deze gemeente was toen 3 jaar vacant. Hier werd hij door Pieter Johannes Marie de Bruin bevestigd als predikant.
Gruppen trouwde in 1919 met Margje Drenth. 
Gruppen nam in 1923 het beroep aan van de gemeente in Vlissingen, waar hij werd bevestigd door Jacobus Barend Gerrit Croes. In 1926 werd Gruppen beroepen in de gemeente te Zwaagwesteinde waar hij werd bevestigd door Jan Willem Polman. Gruppen was de eerste vaste predikant in deze gemeente.
Gruppen nam 1935 het beroep aan van de gemeente in Eindhoven waar hij werd bevestigd door zijn zwager Jan Drenth. Opnieuw was hij de eerste vaste predikant in een gemeente. In deze periode was Gruppen de enige vaste Christelijke Gereformeerde predikant in Noord-Brabant, totdat Johannes Tolsma in 1941 het beroep van de gemeente in 's Gravenmoer aannam.
In 1942 nam Gruppen het beroep aan van de gemeente in Elburg die hiermee na 43 jaar pas haar eigen predikant had. Ook in deze gemeente werd Gruppen door zijn zwager Jan Drenth bevestigd. In 1947 nam Gruppen het beroep aan van de gemeente in Biezelinge.
Gruppens eerste vrouw overleed in 1951. Hij hertrouwde in 1952 met Dingenita Jacoba van Eeken.
Albert Gruppen overleed 1955 in Middelburg en werd in Biezelinge begraven.